# L'Adieu à la femme sauvage
L'Adieu à la femme sauvage est un roman de Henri Coulonges paru en 1979 aux éditions Stock et ayant reçu le Grand prix du roman de l'Académie française la même année. Dans ce deuxième roman, Henri Coulonges aborde le thème controversé de la culpabilité collective allemande face aux crimes de guerre nazis tout en traitant de la question des Allemands en tant que victimes de la guerre au travers du destin d'une petite fille innocente.

## Résumé
Johanna, une petite fille de douze ans et demi, se rend au cirque avec sa meilleure amie le soir de Carnaval du 13 février 1945 à Dresde. Ce soir-là débute le bombardement anglo-américain qui va presque détruire la ville, jusque-là demeurée à l'écart de la guerre. Elle prend la fuite avec sa mère qu'elle vénère mais qui, traumatisée par la mort de sa fille aînée, et sous un état de choc profond, n'est plus qu'une « femme sauvage » repliée sur elle-même et coupée de la réalité qui l'entoure. Leur errance les amène vers la retraite montagnarde d'un célèbre chœur d'enfants, où Johanna rencontre son premier amour. Lors d'une sortie nocturne, la mère de Johanna est violée par des déserteurs de l'armée Vlassov qui errent dans les montagnes. La petite fille et sa mère trouvent ensuite refuge auprès d'un vieil archéologue au mystérieux passé, ancien ami de son père, dans la ville de Prague alors occupée par l'Allemagne nazie. Elles y subiront le soulèvement de la résistance tchèque, aidé par l'armée Vlassov, contre l'occupant allemand, soulèvement dans lequel mourra tragiquement la mère de Johanna.

## Éditions
- Éditions Stock, 1979  (ISBN 2-234-01052-7)
- Le Livre de poche, 1981,  (ISBN 978-2253027430), 578 p.